# 주강 (강)
주강(중국어: 珠江, 병음: Zhū Jiāng 주강[*], 영어: Pearl River, 표준어: 주장강), 또는 월강(중국어: 粵江, 병음: Yuè Jiāng 웨장[*], 표준어: 웨장강)은 중화인민공화국 남부의 강이다. 길이 2,200 km로 장강과 황하에 이어 중화인민공화국에서 세 번째로 긴 강이다. 하류에서 주강 삼각주를 형성하며 홍콩과 마카오 사이를 지나 남중국해로 흘러든다. 서양 문화권에서는 구슬 주(珠)를 의역한 진주강(영어: Pearl River)이라고 일컫는다.
주강이라는 이름은 강 중류에 있는 모래와 자갈로 이루어진 하이주(海珠)에서 유래하였다. 이 섬은 유로의 변화 때문에 현재는 강둑이 되었다.
주강은 서강, 동강, 북강이 합쳐져 형성된다. 강은 광둥성, 광시 좡족 자치구, 윈난성, 구이저우성의 대부분과 후난성과 장시성의 일부를 통과하며 409,480 km2의 주 강 유역을 형성한다.
하구에는 삼각주가 발달했으며, 주강 삼각주에는 홍콩, 마카오, 선전, 광저우 등의 대도시가 밀집해 있다.

## 교통
주강은 화물수송에 있어 장강 다음가는 중화인민공화국 제2의 내륙수도이다. 본류는 바이써 이동(以東)은 기선이 통항할 수 있으며 지류의 대부분도 기선 또는 범선의 통과가 가능하다.

## 주요 도시
- 둥관
- 포산
- 광저우
- 홍콩
- 장먼
- 카이핑
- 마카오
- 선전
- 우저우
- 자오핑
- 중산
- 주하이

## 지류
- 서강
  - 위장강(영어판)
    - 융장강(영어판)
      - 쭤장강(영어판)

  - 쉰장강(영어판)
    - 류장강
      - 룽장강(영어판)
      - 훙수이강(영어판)
        - 난판강
        - 베이판강(영어판)

  - 구이장강(영어판)
- 허강
- 롄강
- 북강
- 동강

## 같이 보기
- 중화인민공화국의 지리